# Aliia Mustafina
Aliia Fargatovna Mustafina (în rusă Алия Фаргатовна Мустафина; n. 30 septembrie 1994, Egorevsk, Moscova, Rusia) este o gimnastă artistică rusă. A fost laureată cu șapte medalii olimpice, inclusiv două de aur, din două participări la Jocurile Olimpice. Deține și 11 medalii mondiale, inclusiv șase de aur.
Tatăl ei, Farhat Mustafin, este de origine tătară de pe Volga. A fost un luptător greco-roman, laureat cu bronz la Jocurile Olimpice de vară din 1976. 
La 22 de ani, s-a căsătorit cu pilotul Alexey Zaytsev și a avut prima fiică în 2017. În 2018 a divorțat.